# Науруанско-турецкие отношения
Науруанско-турецкие отношения — двусторонние дипломатические отношения между Науру и Турцией. Посольство Турции в Канберре также аккредитовано на Науру.

## Дипломатические отношения
Турцию и Науру связывают дружеские отношения. Обе страны признали Косово как независимое государство в 2008 году. Отношения обострились в 2009 году, когда Науру, как сообщается, в обмен на 50 млн $, стало четвёртой страной, признавшей Абхазию, которую Турция считает частью Грузии.
В 2018 году Турция поддержала Amnesty International, выразив обеспокоенность по поводу детей-беженцев на острове, страдающих от апатии в результате политики Австралии в отношении беженцев.

## Визиты
9—11 апреля 2008 года постоянный представитель Науру при Организации Объединённых Наций (ООН) Марлен Мозес приняла участие во встрече министров иностранных дел Турции и стран Океании, состоявшейся в Стамбуле. 7—8 июня 2014 года она также приняла участие во встрече министров иностранных дел малых островных развивающихся государств, состоявшейся в Стамбуле.
23—24 мая 2016 года президент Науру Барон Вака принял участие во Всемирном саммите по гуманитарным вопросам, который проходил в Стамбуле.

## Экономические отношения
Объём торговли между двумя странами незначительный. Согласно данным UN Comtrade, турецкий импорт из Науру в 2020 году составил 41,67 тыс. $, а турецкий экспорт на Науру в 2015 году составил всего лишь 1,75 тыс. $.
Турция оказывает Науру различную помощь, в частности поддерживает инфраструктурные и девелоперские проекты.

## Визовая политика
Гражданам Турции, имеющим дипломатические, служебные, частные и обычные паспорта для поездки в Науру, требуется виза.